# 陳雪柔
陳雪柔（Tan Sueh Jeou，1999年8月10日—），出生於吉隆坡，馬來西亞女子羽毛球運動員。

## 簡歷
2018年1月，陳雪柔通過試用期，升上馬來西亞國家羽毛球隊。同年4月，她出戰印尼羽毛球國際系列賽，與林秋仙合作打進女子雙打項目決賽，最後以0比2（17-21、12-21）不敵印尼組合，拿得亞軍。
2018年12月，陳雪柔已退出馬來西亞國家羽毛球隊。

## 主要比賽成績
只列出曾進入準決賽的國際賽事成績：
| 年份   | 賽事                     | 公開賽級別 | 項目     | 拍檔   | 成績   |
| ------ | ------------------------ | ---------- | -------- | ------ | ------ |
| 2016年 | 世界青年羽毛球錦標賽     | 其他       | 混合團體 | －     | 亞軍   |
| 2018年 | 印尼羽毛球國際系列賽     | 國際系列賽 | 女子雙打 | 林秋仙 | 亞軍   |
| 2018年 | 馬來西亞羽毛球國際挑戰賽 | 國際挑戰賽 | 女子雙打 | 林秋仙 | 亞軍   |
| 2018年 | 俄羅斯羽毛球公開賽       | 超級100賽  | 女子雙打 | 林秋仙 | 準決賽 |

| 2007-2017年 | 首要超級賽 | 超級賽 | 黃金大獎賽 | 大獎賽 | 國際挑戰賽 | 國際系列賽 | 未來系列賽 | 其他 |

| 2018-2026年 | 總決賽 | 超級1000賽 | 超級750賽 | 超級500賽 | 超級300賽 | 超級100賽 | 國際挑戰賽 | 國際系列賽 | 未來系列賽 | 其他 |